# Felix Manz
Felix Manz, né à Zurich entre 1498 et 1500 et mort dans la même ville le 5 janvier 1527, est le cofondateur des Schweizer Brüder (ou « Frères suisses »), considéré aussi comme l'un des pères et premier martyr de l'anabaptisme.  

## Biographie
Fils « illégitime » d'un chanoine, Felix Manz naît entre 1498 et 1500 dans le canton de Zurich.
Après avoir rencontré le réformateur Zwingli, comme étudiant des langues bibliques, il se détache de lui lors de la deuxième Dispute de Zurich (26-28 octobre 1523), déçu par sa modération devant les autorités. 

### Ministère
Il devient alors, avec son confrère Conrad Grebel, beaucoup plus proche des idées de la réforme radicale de Thomas Müntzer, préférant toutefois agir de manière pacifique. 
Le 21 janvier 1525, Conrad Grebel réunit un groupe d'anabaptistes dans sa maison en Suisse, malgré l'interdiction, et exerce le premier baptême du croyant du mouvement anabaptiste. Cette date est généralement considérée comme celle de la fondation de l'anabaptisme.
En mars 1526, le conseil de Zurich signe un édit rendant le baptême du croyant punissable de mort par noyade. Manz meurt noyé par des partisans du réformateur Zwingli le 5 janvier 1527 .